# The Bitch Is Back (Roxanne Shanté)
The Bitch Is Back è il secondo e ultimo album della rapper statunitense Roxanne Shanté. Pubblicato il 6 ottobre del 1992, è distribuito dalla Livin' Large. Al disco di Shanté collaborano Kool G Rap, Large Professor, TrakMasterz, Grandmaster Flash e Mister Cee.

## Ricezione
| Recensione       | Giudizio |
| ---------------- | -------- |
| AllMusic         | [ 1 ]    |
| Robert Christgau | A–       |

Brad Mills vota l'album con quattro stelle su cinque recensendolo per Allmusic: «il suo ultimo lavoro prova che lei ha ancora una delle rime migliori del settore, inoltre va testa a testa con Kool G Rap nella traccia Deadly Rhymes. Un disco di battaglia fino alla fine, questo album dovrebbe essere ricordato nella storia come uno dei migliori mai prodotti da un'artista rap femminile.» Il critico Robert Christgau recensisce entusiasticamente l'album, assegnandogli una «A-» e scrivendo: «politicamente scorretta come le teste di c**** che dissa, Shanté disprezza ogni rivale femminile che possa pensare di fare rap. [...] Lei è ancora la più grande. Il suo tono, il suo attacco e la sua articolazione competono con Ice-T, Chuck D e Rakim.»

## Tracce
1. Intro – 4:09 (Mister Cee)
2. Deadly Rhymes (featuring Kool G Rap) – 2:57 (testo: Benny Carter, Nathaniel Wilson, William Mitchell – musica: Large Professor, Kool G Rap)
3. Big Mama – 5:15 (testo: Lolita Gooden, A. Cave – musica: Grand Daddy I.U.)
4. Treak or Treat – 3:17 (Kool G Rap)
5. Gotta be Free (featuring Angee Blake, Don Hamilton & Saundra Williams) – 4:25 (testo: Deniece Williams, Hank Redd, Joseph Saddler, Nathan Watts, Susaye Greene, Tracey Horton – musica: Grandmaster Flash)
6. Dance to This (featuring Grand Daddy I.U.) – 4:40 (testo: Gene McFadden, John Whitehead, Leon Huff, Victor Carstarphen – musica: Grand Daddy I.U.)
7. Yes, Yes, Y'all – 4:30 (testo: Calvin Labrun, Duval Clear – musica: Mister Cee)
8. Straight Razor – 4:13 (testo: Wilson, TrakMasterz – musica: TrakMasterz)
9. Shanté Gets Wicked – 4:34 (testo: Labrun, Clear – musica: Mister Cee)
10. Brothers Ain't Shit – 4:55 (testo: Gooden, Wilson, Mitchell – musica: Large Professor, Kool G Rap)

Durata totale: 42:55

## Formazione
- Angee Blake - cori (traccia 5)
- Victor Carstarphen - compositore (traccia 6)
- A. Cave - compositore (tracce 3 e 6)
- Kay Cee - co-produttore (tracce 3 e 6)
- Duval Clear - compositore (traccia 7)
- Shane Faber - tastiere
- Grandmaster Flash - compositore (traccia 5), produttore (traccia 5)
- Steve Ett - ingegnere audio
- Grand Daddy I.U. - produttore (tracce 3 e 6), voce aggiuntiva (traccia 6)
- Susaye Greene - compositore (traccia 5)
- Don Hamilton - cori (traccia 5)
- Tracey Horton - compositore (traccia 5)
- Leon Huff - compositore (traccia 6)
- Kool G Rap - voce aggiuntiva (traccia 2), compositore (tracce 2 e 8), produttore (tracce 2, 4 e 10)

- Large Professor - compositore (traccia 2), produttore (traccia 2)
- Gene McFadden - compositore (traccia 6)
- Mister Cee - compositore (tracce 1, 7 e 9), produttore (tracce 1, 7 e 9), missaggio (tracce 1-2, 7 e 9)
- Hank Redd - compositore (traccia 5)
- Winston Rosa - ingegnere audio
- Roxanne Shanté - voce, cori, compositrice (tracce 3 e 10)
- Tony A. - ingegnere audio
- Tony P. - ingegnere audio
- TrakMasterz - produttore (traccia 8), compositore (traccia 8)
- Nathan Watts - compositore (traccia 5)
- John Whitehead - compositore (traccia 6)
- Deniece Williams - compositore (traccia 5)
- Saundra Williams - cori (traccia 5)